# Леон Фебрес-Кордеро Рібаденейра
Леон Естебан Фебрес-Кордеро Рібаденейра (ісп. León Esteban Febres-Cordero Ribadeneyra; 9 березня 1931 — 15 грудня 2008) — еквадорський політичний діяч, президент країни (1984—1988). Двічі обирався на пост мера рідного міста.

## Життєпис
Народився у місті Гуаякіль (провінція Гуаяс) в 1931 році. Освіту отримав у США — військове училище в Шарлотт-Голл (штат Меріленд), Академії Мерсерберг (штат Пенсільванія) і Технологічному інституті Стівенса (штат Нью-Джерсі). Повернувшись на батьківщину працював на сільськогосподарських підприємствах концерну «Нобоа», у низці латиноамериканських об'єднань промисловості. 1965 року розпочав політичну кар'єру як президент Федерації промисловості Ґуаякіля, а також президент Асоціації латиноамериканських промисловців.
У 1966—1970 роках був депутатом Конгресу Еквадору, а потім — сенатором. Наприкінці 1970-их років вступив до лав Соціал-християнської партії, а 1979 знову був обраний до Національного конгресу. Перебуваючи в опозиції, відкрито критикував реформістські соціальні програми президентів Хайме Рольдоса й Освальдо Уртадо Ларреа.
У 1984—1988 роках обіймав посаду президента Еквадору. На відміну від своїх попередників, прагнув провадити політику на базі вільних ринкових відносин. Однак для її реалізації не мав більшості у парламенті. Його політика не мала підтримки і з боку населення, що призвело до загострення соціально-економічної ситуації в країні.
Був політичним союзником президента США Рональда Рейгана. Його різко критикували за порушення прав людини, звинувачували у потуранні тортурам та позасудовим стратам в'язнів.
16 січня 1987 року був викрадений прибічниками заарештованого генерала Френка Варгаса, які все ж домоглись його звільнення.